# Mrocza
Mrocza est une ville de Pologne, située dans la voïvodie de Couïavie-Poméranie. Elle est le siège de la gmina de Mrocza, dans le powiat de Nakło.

## Histoire
De 1816 à 1920, Mrotschen fait partie de l'arrondissement de Wirsitz dans le district de Bromberg au sein de la province de Posnanie.